# C/2010 F4 (Machholz)
C/2010 F4 (Machholz) – kometa, najprawdopodobniej jednopojawieniowa, która nie powróci już w okolice Słońca.

## Odkrycie i orbita komety
Kometę C/2010 F4 odkrył Donald Machholz wczesnym rankiem 23 marca 2010 roku. Osiągnęła ona swe peryhelium 6 kwietnia tegoż roku i znalazła się w odległości 0,61 au od Słońca. Porusza się po parabolicznej orbicie o nachyleniu 89,1° względem ekliptyki.